# 黃曙光
黃曙光（1957年6月20日—），中華民國海軍二級上將（退役）、政務官，生於臺灣臺中市后里區，籍貫湖南省湘潭縣，為現任立法委員黃珊珊胞兄，畢業於海軍官校68年班，軍中暱稱「潛艦國造舵手」或「自製防禦潛艦之父」，也是國艦國造最關鍵的執行人，現任國安會諮委、中科院董事、國防院戰略諮委、衡山基金會慈善志工。
黃曙光曾任總統府國造潛艦專案小組召集人、參謀總長、海軍司令、海軍副司令、海軍艦指部指揮官、參謀本部後勤次長、海軍參謀長、海軍168艦隊長、海軍256戰隊戰隊長、國防大學海軍學院總教官、海軍海獅艦長、海軍海虎艦副艦長（艦長為李喜明）等職務，是中華民國總統蔡英文上任後第一位被核定晉升的二級上將，也是繼李傑、王立申與李喜明以來，第四位潛艦出身的海軍司令，任內致力於潛艦國造政策的執行，以及海軍的人事升遷制度改革。

## 早年

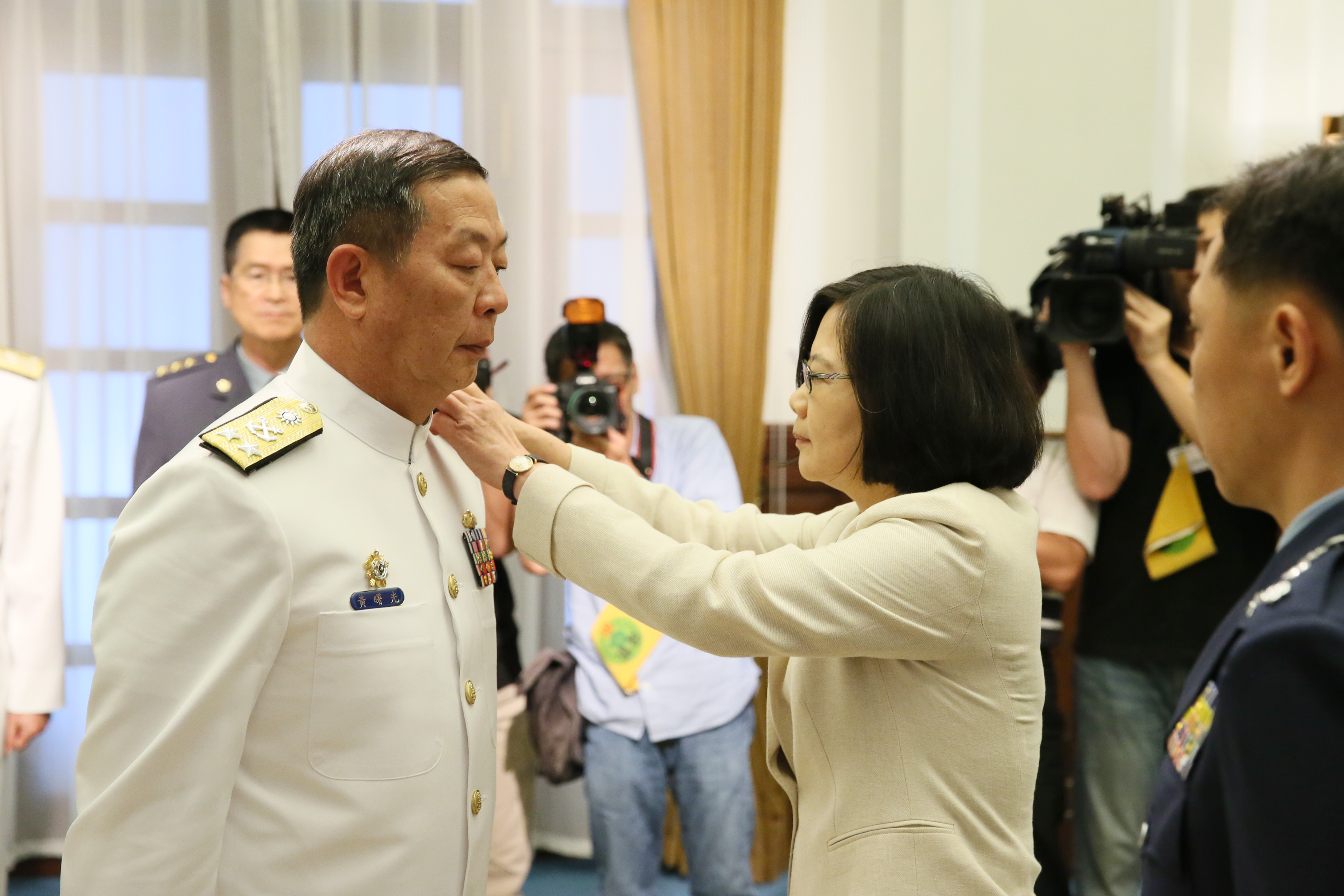
黃曙光晉升二級上將，舉行授階典禮

黃曙光1979年畢業於海軍軍官學校（68年班），同期同學有前海軍教準部指揮官盧前悌中將。黃曙光有潛艦戰隊長的資歷，也是該年班唯一的二級上將。除海軍官校外，黃曙光尚畢業於海軍學院1993年班（82年班）和國防大學戰爭學院2001年班（90年班）。

## 軍旅生涯
2011年8月至2012年3月間擔任海軍司令部參謀長推動海軍所有建案，並深受時任海軍司令董翔龍上將高度信任與賞識，奠定隨後在國民黨馬政府時代陸續擔任中將階要職的基礎，時任國防部長高華柱更公開讚賞黃曙光是潛艦專家，並頻以「增加歷練為由」，充作黃曙光調任新職的理由。
2017年3月親赴美國主持派里級巡防艦接艦典禮，同時親赴美國首都華府，成為唐納·川普就任美國總統以來第一位訪美的中華民國國軍將領。
2020年1月15日晚，時任總統蔡英文核定海軍司令黃曙光上將調任參謀總長。此前，由於同月2日發生UH-60M黑鷹直升機失事導致時任參謀總長沈一鳴上將殉職（追晉一級上將），遂由副參謀總長兼執行官劉志斌代理數日，直至黃曙光接任為止。自黃曙光上任參謀總長後，即全盤推翻李喜明上將任內的「整體防衛構想」（ODC）戰略，並改推行「聯合國土防衛」戰略，注重深化以潛艦制海的關鍵地位。
2021年6月30日，黃曙光屆齡退役卸任。9月1日，就任國家安全會議諮詢委員。2024年4月16日，黃曙光稱受假訊息抹黑而向蔡英文辭職。蔡英文未准辭，讓其留任國家安全會議諮詢委員。

## 潛艦國造
黃曙光自就任海軍司令以來，便由層峰委任為潛艦國造計畫的重要執行人。由於潛艦建案期程長，黃曙光任期有限，因此規畫培養時任海軍艦隊指揮部指揮官高嘉濱中將為IDS全案的接班人。高嘉濱中將曾任海軍副參謀長、後勤處長等職，全程參與IDS案。

## 荣誉

### 中华民国勋章奖章
- 忠勤勳章
- 甲種一等干城獎章（襟綬）
- 海光獎章
- 三等雲麾勳章
- 海勳獎章
- 海績獎章
- 三等寶鼎勋章（2020年1月17日于台北颁授[10]）
- 二等宝鼎勋章（2021年6月24日于台北总统府颁授[11]）
- 二等景星勳章（2024年5月15日於總統府頒授）[12]

## 個人生活
- 現任立法委員黃珊珊為黃曙光胞妹[13]。

## 外部連結
| 军职                               | 军职                                             | 军职          |
| ---------------------------------- | ------------------------------------------------ | ------------- |
| 中華民國國防部                     |                                                  |               |
| 前任： 劉志斌（代理） 正任：沈一鳴 | 參謀總長 第二十八任 2020年1月16日－2021年6月30日 | 繼任： 陳寶餘 |
| 前任： 李喜明                      | 海軍司令 第七任 2016年6月1日－2020年1月16日      | 繼任： 劉志斌 |
| 前任： 許培山                      | 海軍副司令 第？任 2015年3月1日－2016年6月1日     | 繼任： 潘進隆 |